# Geomagnetski inducirana struja
Geomagnetski inducirana struja (engl. geomagnetically induced currents - GIC) utječe na normalan rad veoma dugih električnih vodiča, zbog geomagnetske oluje. Za vrijeme geomagnetske oluje električna struja u magnetosferi i ionosferi doživljava promjene, a mijenja se i Zemljino magnetsko polje.

## Rizik za infrastrukturu
Za vrijeme geomagnetskih oluja u vodičima se stvara geomagnetski inducirana struja. Najviše problema imaju vrlo dugi dalekovodi u Kini, Sjevernoj Americi i Australiji, dok su Europski dalekovodi puno kraći. Osim toga, ona se javlja i kod električnih generatora i transformatora, koji mogu biti dodatno zagrijani i sigurnosne sklopke ih mogu izbaciti iz rada. Postoje zaštitne mjere kao ukopavanje prijenosnih linija u zemlju, postavljanje gromobrana na dalekovode, smanjenje napona na transformatoru, korištenje kabela kraćih od 10 km.
Dana 13. ožujka 1989., geomagnetska oluja je uzrokovala izbacivanje električne mreže u Quebecu, 6 milijuna ljudi je ostalo bez električne struje i to 9 sati. Polarna svjetlost se vidjela i u Teksasu. Geomagnetska oluja je nastala zbog koronalnog izbacivanja masa, koje je primjećeno 9. ožujka 1989.

## Vanjske poveznice
- Solar Shield — experimental GIC forecasting system  Arhivirana inačica izvorne stranice od 16. srpnja 2009. (Wayback Machine)
- Solar Terrestrial Dispatch — GIC warning distribution center
- Article by J. Kappenman on GIC in power grids  Arhivirana inačica izvorne stranice od 11. lipnja 2008. (Wayback Machine)
- Metatech Corporation's GIC site
- Geomagnetic Storms Can Threaten Electric Power Grid  Arhivirana inačica izvorne stranice od 11. lipnja 2008. (Wayback Machine)